# Bag Filmens Kulisser
Bag Filmens Kulisser er en stumfilm instrueret af Olaf Fønss efter manuskript af A.V. Olsen.

## Handling
Den unge Clara er forelsket i naboens flotte søn, Peter, men hendes forældre nedlægger forbud mod alliancen, idet de hellere ser hende gift med den tåbelige magister Pingel. Clara drømmer tillige om at komme til filmen, og hun får chancen, da hun udvælges til at aflægge prøve til B.T.s amatørfilm (på samme måde som de medvirkende i filmen er udvalgt). Men faderen, grosser Haler, nedlægger rasende forbud: "Først vil hun forloves, og så vil hun filme!". Grosseren er selv blevet inviteret til prøve, med holder det hemmeligt - især for sin stramtandede kone. Grosseren udpeges til at spille skurken i amatørfilmen (en tidstypisk detektivhistorie à la "Dr. Gar-el-Hama"), og Peter møder op i stedet for en god ven, der er blevet forhindret, og han får helterollen. Clara er blevet pålagt at tage på sejltur med Pingel, men hun lokker sin kusinde, Lucie (der er lun på magisteren) til at tage med i stedet, og Clara når frem tidsnok til at få primadonnarollen i filmen. Mens den uheldige magister reddes fra druknedøden af Lucie, og derfor erklærer hende sin kærlighed, afsløres grossereren under optagelserne som filmens skurk, og han tvinges til at give sit samtykke til giftermålet mellem Clara og Peter. Og efter at grossererinden - noget vrissent - også er gået med til det, lover de tre hinanden, at de "for stedse er færdige med filmen".